# Ribadumia
Ribadumia es un municipio español de la provincia de Pontevedra, en la comunidad autónoma de Galicia. Su nombre procede del río que lo atraviesa, el Umia. Cuenta con una población de 5212 habitantes (INE 2024).

## Toponimia
El lugar puede aparecer referido con las grafías «Ribadumia» y «Rivadumia».

## Geografía física
El municipio de Ribadumia está situado en la provincia de Pontevedra, en el corazón de la comarca de El Salnés. Limita con los municipios de Villanueva de Arosa, Cambados, Meaño y Meis. Cuenta con una superficie de 19,6 km².

### Clima
El clima de Ribadumia es oceánico húmedo con un verano seco y caluroso. La temperatura media anual es de 15 °C (una de las más elevadas de Galicia) y, la oscilación térmica media no supera los 11 °C. En julio se superan los 20 °C de media y en el mes más frío, enero, no se desciende de los 9 °C. Las precipitaciones son muy abundantes mostrando una gran irregularidad a lo largo de todo el año, pero con una especial incidencia en los meses que van de octubre a marzo.

## Historia
Hacia mediados del siglo XIX, el municipio tenía contabilizada una población de 2005 habitantes. Aparece descrito en el decimotercer volumen del Diccionario geográfico-estadístico-histórico de España y sus posesiones de Ultramar de Pascual Madoz con las siguientes palabras:

RIVADUMIA: ayunt. en la prov. de Pontevedra (2 1/2 leg.), part. jud. de Cambados (1 1/2), aud. terr. y c. g. de la Coruña (15 1/2), dióc. de Santiago (7). sit. á la izq. del r. Umia y cerca de su desembocadura en la ria de Arosa; reinan todos los vientos; el clima es templado y sano: Comprende las felig. de Barrantes, San Andrés; Besomaño, Sta. Maria; Leiro, San Juan; Lois, San Feliz; Rivadumia, Sta. Eulalia (cap.), y Sisan, San Clemente. Confina el térm. municipal por N. con el r. Umia; al E. con ayunt. de Meis; S. el de Meaño, y O. r. Umia, que le separa del de Cambados. El terreno es de buena calidad, y le bañan de E. á O. algunos riach. que se dirigen al Umia, sobre el cual hay una barca entre Barrantes y Sto. Tomé Domar. Los caminos son vecinales y en mediano estado. prod.: cereales, legumbres, hortaliza, frutas, vino, lino y pastos; hay ganado vacuno, de cerda, lanar y cabrío; caza y pesca de varias clases. ind.: la agrícola, molinos harineros y telares de lienzo ordinario. pobl.: 488 vec., 2,005 alm. contr.: 38,268 rs.
(Madoz, 1849, p. 511)

## Geografía humana

### Demografía
Cuenta con una población de 5212 habitantes (INE 2024).
| Gráfica de evolución demográfica de Ribadumia entre 1842 y 2021                                                       |
| |
| Población de derecho según los censos de población del INE. Población de hecho según los censos de población del INE. |

### Parroquias
Parroquias que forman parte del municipio:
- Barrantes (San Andrés)
- Besomaño (Santa María)
- Leiro (San Juan)
- Lois (San Félix)
- Ribadumia (Santa Eulalia)
- Sisán (San Clemente)

## Festividades

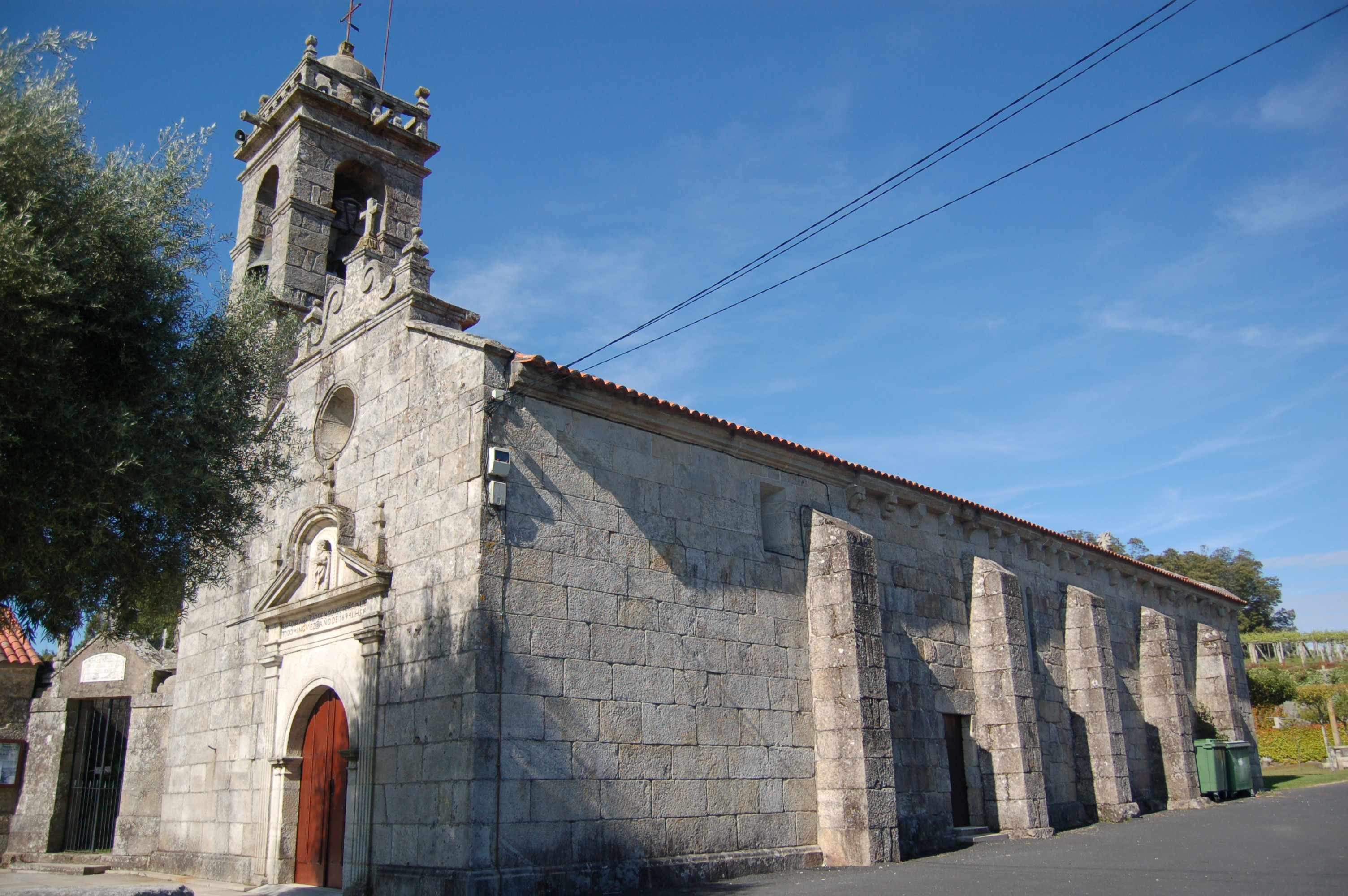
Iglesia de San Andrés de Barrantes.

- Fiesta del vino tinto de Barrantes

Se celebra en la 'carballeira de Barrantes' el primer fin de semana de junio con la finalidad de exaltar el vino tinto de Barrantes, fruto de la fermentación de la variedad de uva espadeira propia de El Salnés.
La primera edición de esta fiesta se remonta al año 1967 y en ella se reúne a un comité de catadores que hace entrega de los premios en una comida en la que destacan los platos tradicionales a base de pulpo, empanada y carne (siempre acompañado del vino tinto de Barrantes). El programa de la fiesta incluye una variada oferta de conciertos y actividades culturales, así como una Muestra de Artesanía de la zona.
En los últimos años se incluye la muestra de Exaltación de Nuestra Conserva que ofrece degustaciones de los productos de las conserveras de la comarca del El Salnés que participan en la muestra, así como una demostración de las posibilidades culinarias de la conserva.
- Fiesta de la diversidad LGBTIQ+
- Fiesta del pan El Salnés
- Romería de Santa Baia
- Romería de Santa Marta de Ribadumia
- Fiesta del pollo
- Feria Medieval de Pontearnelas

## Deporte
En el término municipal de Ribuadumia conviven dos equipos de fútbol, uno de Piragüismo:
- CD Ribadumia, que actualmente se encuentra en Tercera División. Tiene equipos de fútbol base de pre-benjamines, benjamines, alevines, infantiles y cadetes.
- Umia C. F., que milita en Regional Preferente con equipos de fútbol base de pre-benjamines, benjamines, alevines, infantiles, cadetes, femenino y juveniles.
- Club Náutico O MUIÑO, sin duda el club con más repercusión del ayuntamiento con múltiples medallas autonómicas, nacionales e internacionales donde destaca la medalla de oro en los JJ. OO. de Pekín la lograda por Carlos Pérez Ríal "Perucho". Cuenta con una base de más de 140 deportistas. web www.omuiño.es

En Ribadumia se viene realizando eventos deportivos de carácter autonómico como son:
- Baixada do Río Umia, desde 1995 se viene realizando este evento deportivo en el mes de junio que transcurre por el río Umia desde Portas hasta el Puente de Cabanelas en Ribadumia.
- Slalom Ribadumia, otra prueba deportiva de piragüismo que se desarrolla en Ribadumia.
- Duatlón Cross Ribadumia, un duatlón cross que desde 2012 se consolidaba en el panorama gallego con más de 150 participantes y que se desarrollaba en las inmediaciones de las Piscinas de Ribadumia (Pte. Cabanelas). Desde la edición de 2017, el grupo político en el ayuntamiento organizador de la prueba, y su asociación cultural de ámbito local, la han suspendido indefinidamente, debido a las fuertes críticas por parte de diversos clubes de primer nivel nacional[8] por discriminación sexista en la dotación económica de los premios para las categorías femeninas.
- BBTinto, la marcha BTT con más participación de Galicia superando esta edición los 3.000 inscritos. Tras el cambio de gobierno municipal de las elecciones de 2015, la celebración de la prueba como plato fuerte en el programa de fiestas del Tinto Barrantes y exaltación de variedades autóctonas, quedó suspendida indefinidamente.[9] No se han vuelto a celebrar nuevas ediciones desde entonces.